# Paper Roses
Paper Roses è una canzone popolare scritta e composta da Fred Spielman e Janice Torre. La versione interpretata da Anita Bryant nel 1960 riscosse notevole successo, entrando nella 5ª posizione della Billboard Hot 100; mentre la versione di Marie Osmond, pubblicata nel 1973, si guadagnò la prima posizione della Hot Adult Contemporary Tracks.

## Versione di Anita Bryant
La versione di Paper Roses di Anita Bryant venne pubblicata nel 1960 come singolo. Compariva come traccia di apertura del suo album del 1961 Hear Anita Bryant In Your Home Tonight!. Questa canzone è stato il più grande successo di Anita Bryant, ottenendo la posizione numero 5, nel 1960, nella Billboard Hot 100.

## Versione di Marie Osmond

### Antefatti
Nel 1973, i fratelli di Marie Osmond, erano già conosciuti nel mondo della musica, riscuotendo notevole successo. La popolarità degli Osmonds convinse la sorella, Marie Osmond, a intraprendere la carriera di cantante, esibendosi assieme ai suoi fratelli nelle loro tournée. Successivamente, Marie Osmond decise di continuare l'esperienza nel mondo della musica separandosi dai suoi fratelli, iniziando a cantare musica country. Così firmò un contratto con la MGM Records a Los Angeles.

### Registrazione
Paper Roses è stata la prima canzone registrata da Osmond come solista e anche il suo primo singolo. L'opera è stata pubblicata nell'agosto del 1973. Il brano musicale ottenne un notevole successo, posizionandosi al 5º posto della Billboard Hot 100 e guadagnando la vetta della Hot Adult Contemporary Tracks. Per coincidenza, nelle classifiche pop, ha raggiunto il picco nella stessa posizione della versione di Anita Bryant.

## Altre versioni
Slim Whitman incise una cover del brano musicale nel 1977, contenuta nell'album Home on the Range.